# Pisa (utbildningsstudie)
Pisa (Programme for International Student Assessment) är en kunskapsutvärdering, som går ut på att utvärdera hur femtonåriga elever i olika länder är rustade inför framtiden när de ska gå ut skolan. Projektet drivs av OECD, och utvärderingen sker främst genom prov inom tre områden: matematik, naturvetenskap, och läsförståelse, samt tidigare även problemlösning. Pisa genomförs var tredje år, och år 2006 deltog 57 länder i projektet. Projektets mål är att testa och utvärdera skolbarns prestationer runtomkring i världen, för att kunna åstadkomma bättre pedagogiska metoder och bättre resultat.[källa behövs]
Testet går till så att 5000 elever från varje land får göra testet som tar ca 2 timmar. Resultaten är viktade så att medelvärdet av samtliga test i det långa loppet ska vara 500 och standardavvikelsen 100.
Parallellt med Pisa genomför OECD även projektet PIAAC (Programme for the International Assessment of Adult Competencies) som mäter läsförståelse, numerisk förmåga samt problemlösning i teknikintensiva miljöer.

## Pisa 2003
År 2003 erhölls följande resultat för de sex bästa länderna samt Sverige.
| 1.  | Hongkong      | 550 |
| 2.  | Finland       | 544 |
| 3.  | Sydkorea      | 542 |
| 4.  | Nederländerna | 538 |
| 5.  | Liechtenstein | 536 |
| 6.  | Japan         | 534 |
| 17. | Sverige       | 509 |

| 1. | Finland       | 543 |
| 2. | Sydkorea      | 534 |
| 3. | Kanada        | 528 |
| 4. | Australien    | 525 |
| 5. | Liechtenstein | 525 |
| 6. | Nya Zeeland   | 522 |
| 8. | Sverige       | 514 |

| 1.  | Finland       | 548 |
| 1.  | Japan         | 548 |
| 3.  | Hongkong      | 539 |
| 4.  | Sydkorea      | 538 |
| 5.  | Liechtenstein | 525 |
| 5.  | Australien    | 525 |
| 15. | Sverige       | 506 |

| 1.  | Sydkorea    | 550 |
| 2.  | Finland     | 548 |
| 2.  | Hongkong    | 548 |
| 4.  | Japan       | 547 |
| 5.  | Nya Zeeland | 533 |
| 6.  | Macao       | 532 |
| 17. | Sverige     | 509 |

[källa behövs]
År 2003 var medelvärdet för de svenska eleverna som gjorde Pisa-testet 509 i matematik, 514 på läsdelen och 506 på den naturvetenskapliga delen. Sverige låg alltså över medel i alla tre områdena. 41 länder ingick i Pisa 2003.

## Pisa 2012(publicerad i december 2013)

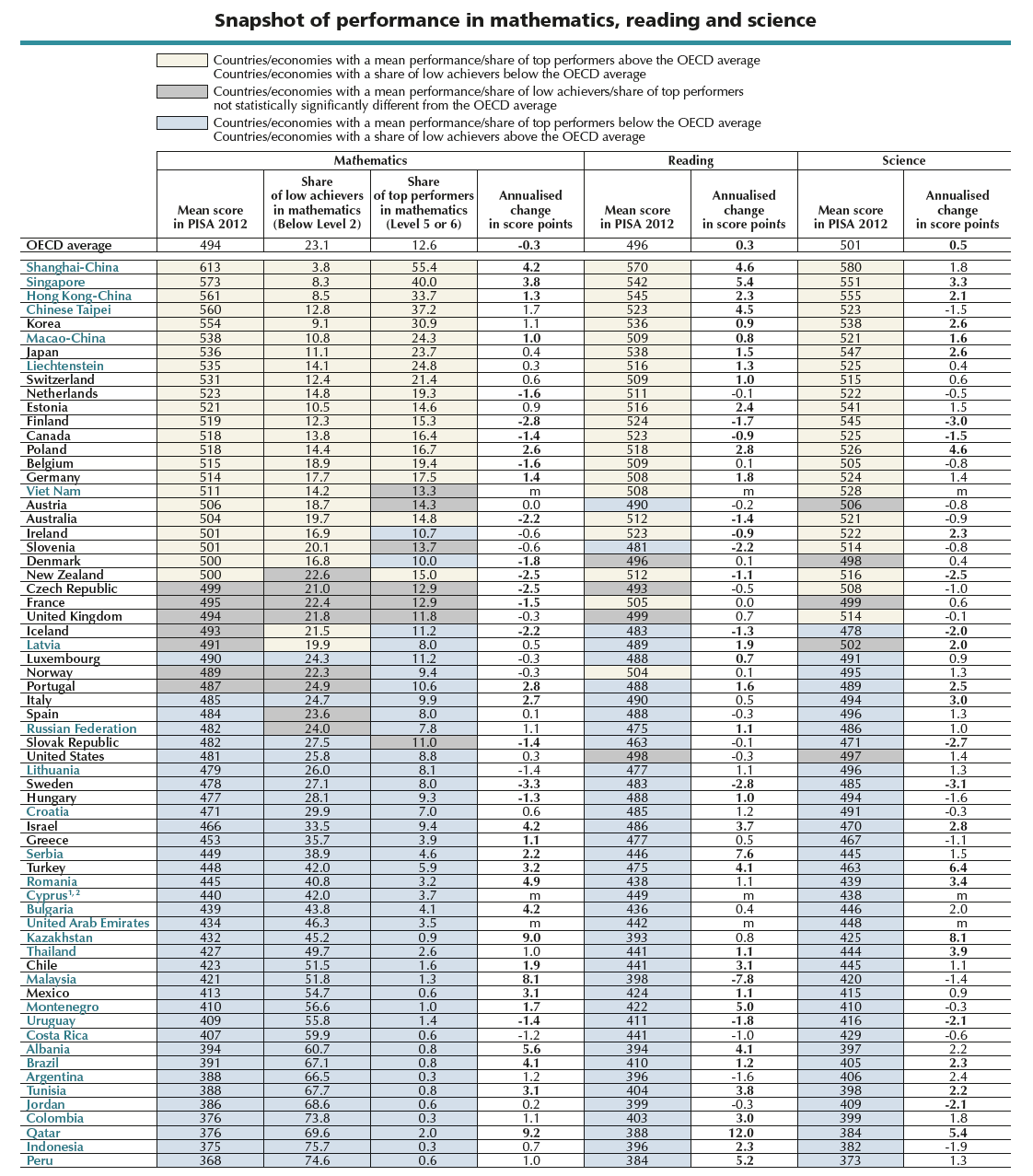
Pisa 2012 Results in Focus, page 5. OECD.

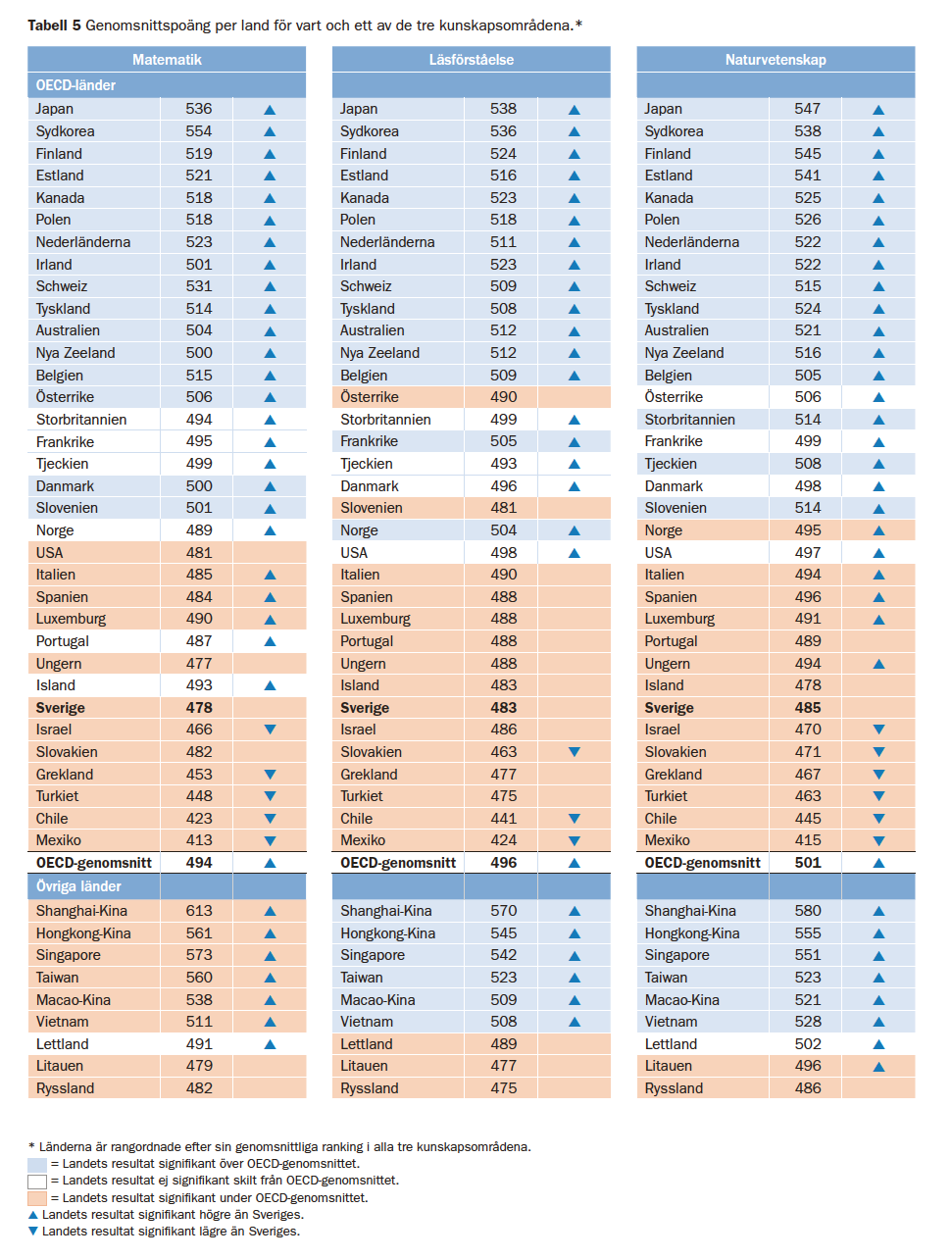
Pisa 2012, resultaten i koncentrat. Sammanfattning av rapport 398, 2013. Sid 28. Skolverket.

I Pisa-studien 2012, som kom i december 2013, erhölls följande resultat för de sex bästa länderna samt placeringen för Sverige. Studien väckte debatt i Sverige eftersom man sjunkit från att ha varit över genomsnittet till att ha fallit under genomsnittet för de undersökta länderna, bestående av både OECD- och icke-OECD-länder.
| 1.  | Shanghai (Kina) | 613 |
| 2.  | Singapore       | 573 |
| 3.  | Hongkong (Kina) | 561 |
| 4.  | Taiwan          | 560 |
| 5.  | Sydkorea OECD   | 554 |
| 6.  | Macao (Kina)    | 538 |
| 11. | Finland OECD    | 519 |
|     | OECD medel      | 494 |
| 38. | Sverige OECD    | 478 |

| 1.  | Shanghai (Kina) | 570 |
| 2.  | Hongkong (Kina) | 545 |
| 3.  | Singapore       | 542 |
| 4.  | Japan OECD      | 538 |
| 5.  | Sydkorea OECD   | 536 |
| 6.  | Finland OECD    | 524 |
|     | OECD medel      | 496 |
| 37. | Sverige OECD    | 483 |

| 1.  | Shanghai (Kina) | 580 |
| 2.  | Hongkong (Kina) | 555 |
| 3.  | Singapore       | 551 |
| 4.  | Japan OECD      | 547 |
| 5.  | Finland OECD    | 545 |
| 6.  | Estland OECD    | 541 |
|     | OECD medel      | 501 |
| 38. | Sverige OECD    | 485 |

## Pisa 2015(publicerad i december 2016)
| Matematik           | Naturvetenskap   | Läsförståelse    |  |
| ------------------- | ---------------- | ---------------- |  |
| 1. Singapore 564    | 1. Singapore 535 | 1. Singapore 556 |  |
| 2. Hongkong 548     | 2. Hong Kong 527 | 2. Japan 538     |  |
| 3. Macau 544        | 2. Kanada 527    | 3. Estland 534   |  |
| 4. Taiwan 542       | 4. Finland 526   | 4. Taiwan 532    |  |
| 5. Japan 532        | 5. Irland 521    | 5. Finland 531   |  |
| 6. Kina B-S-J-G 531 | 6. Estland 519   | 6. Macau 529     |  |
| 13. Finland 511     | 17. Sverige 500  | 28 Sverige 493   |  |
| 24. Sverige 494     | OECD medel 493   | OECD medel 493   |  |
| OECD medel 490      |                  |                  |  |

## Pisa 2018(publicerad i november 2019)
I Pisa-undersökningen 2018 förbättrades svenska elevers resultat avsevärt och kvarstod över OECD:s medel, men det svenska genomförandet fick kritik för att för många (11 %) av resultaten hade exkluderats, främst nyanlända invandrarelevers resultat.
| 1  | Kina (B-S-J-Z) | 591 |
| 2  | Singapore      | 569 |
| 3  | Macau          | 558 |
| 4  | Hongkong       | 551 |
| 5  | Taiwan         | 531 |
| 6  | Japan          | 527 |
| 16 | Finland        | 507 |
| 17 | Sverige        | 502 |
|    | OECD medel     | 489 |

| 1  | Kina (B-S-J-Z) | 590 |
| 2  | Singapore      | 551 |
| 3  | Macau          | 544 |
| 4  | Vietnam        | 543 |
| 5  | Estland        | 530 |
| 6  | Japan          | 529 |
| 7  | Finland        | 522 |
| 20 | Sverige        | 499 |
|    | OECD medel     | 489 |

| 1  | Kina (B-S-J-Z) | 555 |
| 2  | Singapore      | 549 |
| 3  | Macau          | 525 |
| 4  | Hongkong       | 524 |
| 5  | Estland        | 523 |
| 6  | Kanada         | 520 |
| 6  | Finland        | 520 |
| 11 | Sverige        | 506 |
|    | OECD medel     | 487 |

## Pisa 2022(publicerad i december 2023)
Följande tabell visar ranking och poäng för de sex främsta länderna samt Finland och Sverige, för var och en av de tre testerna i den Pisa-undersökning som genomfördes 2022 och offentliggjordes i december 2023. Resultaten avvek från tidigare år i många länder. Den främsta förklaringen tros vara Covid-19. Tabellen visar även OECD:s genomsnittspoäng, som var under tidigare års värden. Till denna nedgång bidrog även att antalet OECD-länder ökade från 22 år 2018 till 37 år 2022. 
Även svenska grundskolor uppvisade en nedgång, tillbaka till nivån kring 2012 eller 2015, trots att de inte stängdes ned helt under pandemin. Emellertid var nedgången mindre i Sverige än i övriga Norden och svenska elever presterade högre resultat än nordiska elever i genomsnitt. Sverige kvarstår ovanför OECD:s medel. Sveriges nedgång kan framstå som större än i verkligheten, då 2018 års svenska resultat kan ha varit överdrivna till följd av ändå högre exkludering av nyanlända elever från testerna (11 % exkluderade elever år 2018 jämfört med 7 % år 2022), men exkluderingen 2022 var fortfarande för hög enligt OECD:s standard.
| 1  | Singapore                   | 575 |
| 2  | Macao                       | 552 |
| 3  | Taipei, Taiwan              | 547 |
| 4  | Hongkong                    | 540 |
| 5  | Japan                       | 536 |
| 6  | Sydkorea                    | 527 |
| 20 | Finland                     | 484 |
| 22 | Sverige                     | 482 |
|    | OECD 2022 medel (37 länder) | 472 |

| 1  | Singapore                   | 561 |
| 2  | Japan                       | 547 |
| 3  | Macao                       | 543 |
| 4  | Taipei, Taiwan              | 537 |
| 5  | Sydkorea                    | 528 |
| 6  | Estland                     | 526 |
| 9  | Finland                     | 511 |
| 19 | Sverige                     | 494 |
|    | OECD 2022 medel (37 länder) | 485 |

| 1  | Singapore                   | 543 |
| 2  | Japan                       | 516 |
| 2  | Irland                      | 516 |
| 4  | Sydkorea                    | 515 |
| 5  | Estland                     | 511 |
| 6  | Macao                       | 510 |
| 14 | Finland                     | 490 |
| 18 | Sverige                     | 487 |
|    | OECD 2022 medel (37 länder) | 476 |

## Sverige
Sveriges resultat sjönk successivt i samtliga tre kunskapsområden, i Pisa 2006, 2009 såväl som 2012, och Sverige låg 2012 därmed under OECD-genomsnittet i alla tre. Nedgången var snabbare än i flertalet andra länder, och den snabbaste nedgången var i matematik, där resultatet minskade med 38 punkter från 2003 till 2012. Trenden vände och Sveriges Pisa-resultat var högre i Pisa 2015, där Sverige låg på OECD-snittet i matematik och naturvetenskap, samt över OECD-snittet för läsförståelse.
Kritik har riktats mot senare bättre svenska resultat eftersom en stor del elever nu exkluderas från Pisa-mätningen. I Pisa 2018 (där resultaten ökade med mer än 5 poäng i varje område) rörde det sig om 11,1 % av eleverna inom den svenska skolan, som inte anses kunna svenska, även inkluderandes elever med funktionshinder.
Det höga antalet uteslutna elever ur underlaget för studien 2018 upptäcktes först av reportern Ludde Hellberg på Sveriges Radios Ekoredaktion i maj 2019. SR var inte intresserade av uppgiften och Hellberg uppmanades att istället arbeta med reportage till julsäcken. Hellberg tog nyheten till Expressen som i juni 2020 publicerade avslöjandet vilket återpublicerats i samtliga stora svenska nyhetsmedier. Riksrevisionen slog senare fast att Sverige inte hade följt reglerna i PISA.
Sverige är det land som exkluderar flest elever från Pisa-mätningarna av alla länder som är med i studien (OECD-snittet är 4%).[källa behövs]
I Pisa-mätningen från 2015 exkluderades bara 5,7 % av Sveriges elever ur mätningen.

### Vetenskaplig analys
Ett antal faktorer av betydelse för resultatet har identifierats:
Studietradition i hemmet
Mängden böcker i hemmet är den socioekonomiska faktor som har störst korrelation med individens Pisa-resultat.[källa behövs]
Invandring
Utländsk bakgrund har också betydelse för individens resultat, men resultatet har försämrats i samtliga elevgrupper. Betydelsen av utländsk bakgrund anses mindre än antalet böcker i hemmet. Första generationens invandrare har inte svenska som modersmål och deras bristande läsförståelse kan påverka alla de undersökta skolämnena. Ökningen av antalet invandrare i landet ansågs av Skolverket 2012 vara så liten att det bara är en marginell förklaring till de försämrade resultaten, medan Skolverket i en rapport från 2016 menade att ökningen har en avgörande del i förklaringen. Arbetskraftsinvandring är ofta högutbildad, men Sverige har låg andel arbetskraftsinvandring jämfört med många andra länder. I Pisa 2002 uppvisade andra generationens invandrare resultat nära genomsnittsungdomarna i Sverige, vilket har tolkats som tecken på god integration, men på senare år har andra generationens invandrare uppvisat resultat som är närmare första generationens invandrare, vilket har tolkats som bristande integrationspolitik och att invandrare behöver tas bättre om hand av skolsystemet.[källa behövs]
Kön
Svenska pojkar har tappat mer än flickorna jämfört med övriga OECD.

### Debatt om vilka förändringar av skolsystemet som kan ha betydelse
Pisa-undersökningen 2012 startade en het debatt bland en rad politiska partier och experter i Sverige om de försämrade resultaten kan vara förorsakad av olika politiska reformer som har genomförts under åren, eller av brist på kunskapskrav. Exempel på faktorer som diskuterats: 
- Kommunaliseringen av skolan i Sverige syftade till besparingar och möjliggjorde också detta[förtydliga], men ledde enligt kritiker[förtydliga] till svagare statlig kvalitetskontroll, lägre lärarlöner, försämrade arbetsvillkor, att fler lärare lämnar yrket för mer välbetalda jobb, samt svaga meritvärden bland studenter som söker till lärarutbildningen[förtydliga] – dock är även den finska skolan kommunal,[källa behövs]
- mindre lärarledd undervisning, och mer elevansvar för uppläggning och genomförande av skolarbetet,[22]
- bristande forskningsfokus, teoretiska ämneskunskaper och ämnesdidaktik i lärarutbildningen
- lågt söktryck till den svenska lärarutbildningen - i Finland har lärarutbildningar 10 sökande per plats,[23] och så var det också på 1980-talet till den svenska ämneslärarutbildningen, men idag är det färre än en sökande per plats. 2014 räckte det med 0,05 av maximala 2,0 på högskoleprovet för att bli antagen till lärarutbildningen i Borås.[24]
- ordningsproblem i den svenska skolan förorsakar brist på arbetsro för eleverna, och arbetsmiljöproblem för lärarna, som då söker sig till andra yrken
- lärare i Sverige har en mjukare och mindre rak stil än lärare i Finland, som där betraktas som auktoriteter av föräldrar och barn[23], och politiker har förtroende för finska lärares professionalitet
- svenska politiker har förändrat skolans villkor[förtydliga] snabbt, och svenska lärare hänger på nya pedagogiska trender, medan undervisningen i Finland och Sydkorea är mer traditionell och skolan förändras i ett lugnare tempo,
- friskolereformen och det fria skolvalet misstänks bidra till ökad segregering och minskad interkulturalitet och ökade klyftor mellan skolor och socialgrupper,[25] medan skolorna i Finland har jämna resultat.
- ökad administrativ börda för lärare, detaljstyrande målrelaterade betyg
- brist på nationella prov för några år sedan och avsaknad av betyg i tidigare klasser
- ideologiskt styrd skola och icke-empiriskt verifierad forskning istället för experimentellt grundade reformer såsom har genomförts i bland annat Tyskland, och där lett till bättre resultat bland de svagaste eleverna, inte minst bland nya invandrare och bland pojkar. De tyska åtgärderna baseras på en form av new public management som inte enbart är pappersexercis utan leder till åtgärder. Exempel är tidig formativ bedömning av behov av stödinsatser, självutvärdering av skolorna, externa bedömningar av skolornas kvalitetsarbete, fler nationella prov, men bibehållen "sortering" i olika skolsystem redan i mellanstadiet.[26]
- Den sänkta behörighetsgraden till gymnasiet som inträffade under de första åren efter införandet av målrelaterade betyg anses ha andra skäl än invandring, medan invandringen anses vara av avgörande betydelse för den fortsatta sänkningen.[13]

Skolforskaren Gabriel Heller Sahlgren poängterade vikten av att när man tolkar Pisa-resultaten så är det viktigt att jämföra lika med lika. Han sade 2023 att om man jämför lika med lika så har svensk skola blivit bättre. Heller Sahlgren sade också att det inte finns stöd för att vinstdrivande bolag som verkar inom skolsektorn inverkar negativt på resultaten, och pekar på makrotrender i andra länder.:12m11s

### Debatt om undersökningarnas tillförlitlighet
Ulf P. Lundgren, professor, Uppsala, var med och tog fram Pisa och anser att Pisa i grunden är bra. Dock saknar han en diskussion om vilka kompetenser som Pisa egentligen mäter. Han menar att barn inte bara lär sig läsning och matematik i skolan, utan också utanför skolan. Enligt Pasi Sahlberg, professor vid Helsingfors universitet, är Pisa användbart vid djupare analyser av skolsystemen i olika länder. Men ser också begränsningar, bland annat att studien bara mäter akademiska prestationer i läsning, matematik och naturvetenskap vid 15 års ålder. Då genomsnittliga prestationer är låga så hänger det ofta ihop med förskoleverksamheten och/eller grundskolan, menar han.
I juni 2014 kunde Dagens Nyheter visa att Pisa-undersökningen har flera brister. Under samma period som svenska niondeklassare skrev Pisa-provet år 2012 genomfördes 12 nationella prov. DN identifierade enskilda elevers provresultat och hävdar att många inte ens svarade rätt på varannan fråga, trots att de presterade bra på nationella prov och hade bra betyg. Svenska elever ansträngde sig betydligt mindre på Pisa-provet än deltagare i andra länder. 
IFAU (Institutet för arbetsmarknads- och utbildningspolitisk utvärdering) menar i en rapport 2014 att Pisa är värdefullt då de senaste årens prov går att jämföra över tiden, och att det därför går att uttala sig om absoluta kunskaper. Men det är svårt att jämföra Sveriges resultat mellan olika Pisa-mätningar då frågorna varierar och det också är olika länder (och ibland olika åldrar) som deltar. IFAU studerar Pisa tillsammans med andra internationella prov i naturvetenskap, matematik och läsning och finner ett "förvånansvärt samstämmigt mönster" – förmågorna faller för elever födda 1980 och framåt och eskalerar för elever födda 1990.

### Fotnoter
1. ↑  ”Survey of Adult Skills (PIAAC) - PIAAC, the OECD's programme of assessment and analysis of adult skills” (på engelska). www.oecd.org. https://www.oecd.org/skills/piaac/. Läst 30 januari 2020.
2. ↑  ”Pisa 2012: Kraftig försämring i PISA”. Skolverket. Arkiverad från originalet den 6 maj 2015. https://web.archive.org/web/20150506130247/http://www.skolverket.se/statistik-och-utvardering/internationella-studier/pisa/kraftig-forsamring-i-pisa-1.167616. Läst 28 december 2016.
3. ↑  ”Regeringen får mycket hård kritik för hantering av Pisaprovet”. SVT Nyheter. 29 april 2021. https://www.svt.se/nyheter/inrikes/regeringen-far-mycket-hard-kritik-for-hantering-av-pisa-provet. Läst 6 december 2023.
4. ↑  ”OECD PISA 2022 Results Volume I”. read.oecd-ilibrary.org. 6 december 2023. sid. 28-29. Arkiverad från originalet den 6 december 2023. https://web.archive.org/web/20231206035030/https://read.oecd-ilibrary.org/view/?ref=1235_1235421-gumq51fbgo&title=PISA-2022-Results-Volume-I. Läst 6 december 2023.
5. ↑  TT (6 december 2023). ”Pisa: Kraftigt ras för Sverige i matematik och läsning”. Vi Lärare. https://www.vilarare.se/nyheter/pisa-2023/pisa-2022--det-visar-resultatet/.
6. ↑  ”OECD PISA 2022 Results Volume II”. OECD iLibrary. 5 december 2023. doi:10.1787/19963777. https://www.oecd-ilibrary.org/education/pisa-2022-results-volume-ii_a97db61c-en.
7. ↑  Lars Näslund, Svenska skolan rasar i stor jämförelse,  Expressen 2013-12-03
8. ↑  ”Svenska elever bättre i PISA”. Skolverket. 6 december 2016. Arkiverad från originalet den 6 december 2016. https://web.archive.org/web/20161206193210/http://www.skolverket.se/om-skolverket/press/pressmeddelanden/2016/svenska-elever-battre-i-pisa-1.255881. Läst 6 december 2016.
9. ↑  ”PISA 2018 results” (på engelska). www.oecd.org. OECD. https://www.oecd.org/pisa/publications/pisa-2018-results.htm. Läst 16 augusti 2021.
10. ↑  Ludde  Hellberg. ”Nyheten som Ekot inte ville ha”. Arkiverad från originalet den 24 november 2021. https://web.archive.org/web/20211124141036/https://kvartal.se/artiklar/nyheten-som-ekot-inte-ville-ha/. Läst 3 januari 2022. Kvartal, 3 oktober 2021.
11. ↑  ”11 procent av eleverna fick inte delta i Pisa – kunde inte svenska”. expressen.se. 3 december 2019. https://www.expressen.se/nyheter/11-procent-fick-inte-delta-i-pisa-kunde-inte-svenska/. Läst 4 december 2019.
12. 1 2 3  ”Forskare: Lita inte på Pisarapporten”. SVT Nyheter / Vetenskap. SVT. 23 januari 2014. https://www.svt.se/nyheter/vetenskap/pisas-skolresultat-missvisande.
13. 1 2 3  ”Invandringens betydelse för skolresultaten”. Skolverkets aktuella analyser. Skolverket. 2016. https://www.skolverket.se/getFile?file=3604.
14. ↑  [|Joakim Andersen] (10 december 2013). ”PISA 2012 – en summering”. motpol.nu. https://www.motpol.nu/oskorei/2013/12/10/pisa-2012-en-summering.
15. 1 2  Mikael Stigendal (13 december 2006). ”Where Immigrant Students Succeed – Rapport från expertmötet i Haag den 23 nov 2006” (pdf). Malmö högskola. Arkiverad från originalet den 31 maj 2014. https://web.archive.org/web/20140531142918/http://wpmu.mah.se/lumist/files/2011/07/PISA-rapport-M-Stigendal.pdf. Läst 27 maj 2014.
16. ↑  ”Sverige rasar i Pisa-undersökning”. Lärarnas tidning (TT-artikel). 3 december 2013. Arkiverad från originalet den 6 december 2013. https://web.archive.org/web/20131206131116/http://www.lararnasnyheter.se/lararnas-tidning/2013/12/03/sverige-rasar-pisa-undersokning. Läst 6 december 2013.
17. ↑  ”Sverige sämst i klassen”. DN.SE. 3 december 2013. http://www.dn.se/nyheter/sverige/sverige-samst-i-klassen/. Läst 30 juli 2018.
18. ↑  ”Pisa-studien: Sveriges skola sämst i Norden”. SvD.se. 3 december 2013. http://www.svd.se/nyheter/inrikes/pisa-studien-sveriges-skola-samst-i-norden_8786376.svd. Läst 30 juli 2018.
19. ↑  ”SNS-debatt om PISA-raset”. Studieförbundet Näringsliv och Samhälle. 4 december 2013. Arkiverad från originalet den 16 mars 2016. https://web.archive.org/web/20160316042128/http://www.sns.se/nyheter/2013/12/sns-debatt-om-pisa-raset. Läst 30 juli 2018.
20. ↑  ”Svenska skolans kris”. Studio Ett. Sveriges Radio. 4 december 2013. https://sverigesradio.se/artikel/5723387. Läst 30 juli 2018.
21. ↑  ”PISA-studien: Resultaten för svenska elever fortsätter falla”. Dagens Arena. 3 december 2013. http://www.dagensarena.se/innehall/pisa-studien-resultaten-for-svenska-elever-fortsatter-falla/. Läst 30 juli 2018.
22. ↑  Anders Björklund &al. (2010). ”Den svenska utbildningspolitikens arbetsmarknadseffekter (IFAU 2010:13)” (pdf). IFAU. http://www.ifau.se/globalassets/pdf/se/2010/r10-13-den-svenska-utbildningspolitikens-arbetsmarknadseffekter-vad-sager-forskningen.pdf. Läst 1 maj 2016.
23. 1 2  ”Därför är de finska skolorna bättre”. Skolvärlden. 27 september 2012. Arkiverad från originalet den 30 juli 2018. https://web.archive.org/web/20180730170843/http://skolvarlden.se/artiklar/daerfoer-aer-de-finska-skolorna-baettre. Läst 30 juli 2018.
24. ↑  TT-DN. ”Rekordlåga poäng för att bli lärare”. Arkiverad från originalet den 14 oktober 2014. https://web.archive.org/web/20141014193351/https://www.dn.se/nyheter/sverige/rekordlaga-poang-for-att-bli-larare/. Läst 6 januari 2024. Dagens Nyheter, 13 oktober 2014.
25. ↑  Bloom, Charlotte; Heikkilä, Johanna (2010). ”Likvärdig eller ovärdig? – Klass och skolsegregation i Göteborg” (pdf). Examensarbete inom lärarutbildningen. Sociologiska institutionen, GU. sid. 8ff. https://gupea.ub.gu.se/bitstream/2077/26005/1/gupea_2077_26005_1.pdf. Läst 18 augusti 2015.
26. ↑  Stefan Fölster, Så har Tyskland lyft resultaten i skolan, SvD debatt 2013-10-12
27. 1 2  "Jämför man lika med lika har svensk skola blivit bättre", Rak höger, 26 december 2023.
28. ↑  Vad säger PISA om svenska skolan, i Magasin 360, nr 1 2012.
29. ↑  ”Därför kan Pisa-testet vara missvisande”. DN.se. 4 juni 2014. http://www.dn.se/nyheter/sverige/darfor-kan-pisa-testet-vara-missvisande/. Läst 8 oktober 2014.
30. ↑  ”Så lite bryr sig svenska elever om Pisa-testet”. DN.se. 16 juni 2014. http://www.dn.se/nyheter/sverige/sa-lite-bryr-sig-svenska-elever-om-pisa-testet/. Läst 8 oktober 2014.
31. ↑  Helena Holmlund &al. (11 december 2014). ”Decentralisering, skolval och fristående skolor: resultat och likvärdighet i svensk skola (IFAU 2014:25)”. IFAU. http://www.ifau.se/globalassets/pdf/se/2014/r-2014-25-decentralisering-skolval-och-friskolor.pdf#page=119&zoom=100,-101,576. Läst 4 december 2016.